# PowerPC G4
PowerPC G4是蘋果電腦使用的第四代PowerPC微處理器之統稱。
使用G4處理器的麥金塔電腦均以G4作為產品名稱，包括桌上型的Power Mac G4、筆記簿型的PowerBook G4及iBook G4等。除此之外，eMac、iMac、Xserve及Mac mini均有使用G4處理器。

## PowerPC 7400
Motorola PowerPC 7400是首款推出的G4處理器，於1999年夏季推出，時脈速度為400至500MHz。
該款處理器晶片內有1050萬個晶體管，使用了Motorola的0.20微米 HiPerMOS6製程，晶片面積為83mm2，並以銅連線技術作為賣點。
由於當時Motorola生產的7400系列處理器未能達到蘋果所要求的時脈，使得其時脈由400、450和500MHz降低為300、350和400MHz，也影響了蘋果與Motorola間的關係，蘋果方面也向IBM尋求協助生產7400系列，最後其500MHz版本要延期至2000年2月16日推出。

### 產品設計
7400的設計大部份由Motorola和蘋果合力製作，而AIM聯盟中的IBM則沒有參與設計7400。